# 愛知学院大学楠元学舎第1号館
愛知学院大学楠元学舎第1号館（あいちがくいんだいがくくすもとがくしゃだいいちごうかん）は、愛知県名古屋市千種区楠元町1-1の愛知学院大学楠元キャンパスにある建築物。登録有形文化財。名古屋市都市景観重要建築物等。

## 歴史
1928年（昭和3年）、旧制愛知中学校本館として建てられた。設計は佐藤三郎、施工は西村工務店。
1986年（昭和61年）に復元修理が行われた。

### 保存
1991年（平成3年）10月4日、名古屋市都市景観重要建築物等に指定された。
1998年（平成10年）1月16日、登録有形文化財に登録された。登録基準は「造形の規範となっているもの」。愛知県内の学校建築としては初めて登録された建造物である。なお、同年には愛知県内の学校建築として名古屋市東区の東海中学校・高等学校にある東海学園大講堂、名古屋市昭和区の学校法人南山学園にある南山学園ライネルス館、名古屋市東区の金城学院中学校・高等学校にある金城学院高等学校榮光館も登録されている。

## 建築
鉄筋コンクリート造、2階建。建築面積805平方メートル。外壁にはスクラッチタイルが貼られている。アーチ状の開口部を有する重厚な車寄せが特徴である。東西に長い棟であり、玄関の左右に翼屋が延びている。